# صران (المعافر)

تعديل مصدري - تعديل

صران هي إحدى قرى مديرية المعافر بمحافظة تعز اليمنية، بلغ تعداد سكانها 861 نسمة حسب التعداد السكاني في اليمن في 2004.